# Carrhotus aeneochelis
Carrhotus aeneochelis är en spindelart som beskrevs av Embrik Strand 1907. Carrhotus aeneochelis ingår i släktet Carrhotus och familjen hoppspindlar. Inga underarter finns listade.